# Impostorul (piesă de teatru)
Impostorul (italiană: L'impostore) este o piesă de teatru de Carlo Goldoni. Este o comedie în 3 acte.

## Personaje
- Orazio Sbocchia, căpitan fals.
- Poliseno, medic.
- Ridolfo fratele său mai mic.
- Pantalone de Bisognosi,  negustor venețian
- Ottavio, fiul lui.
- Flamino, un alt fiu al acestuia, un zevzec
- Fabio Cetronelli, o tânără de la țară
- Brighella, camarad al lui Orazio, sergent fals.
- Un locotenent de infanterie
- Arlecchino, hangiu.
- Soldații locotenentului.
- Soldați înrolați în mod fals de către Orazio.

## Legături externe
- Impostorul de Carlo Goldoni (italiană)

## Vezi și
- Operele lui Carlo Goldoni